# Hypanartia paullus
Hypanartia paullus är en fjärilsart som beskrevs av Fabricius 1793. Hypanartia paullus ingår i släktet Hypanartia och familjen praktfjärilar. Inga underarter finns listade i Catalogue of Life.

## Bildgalleri

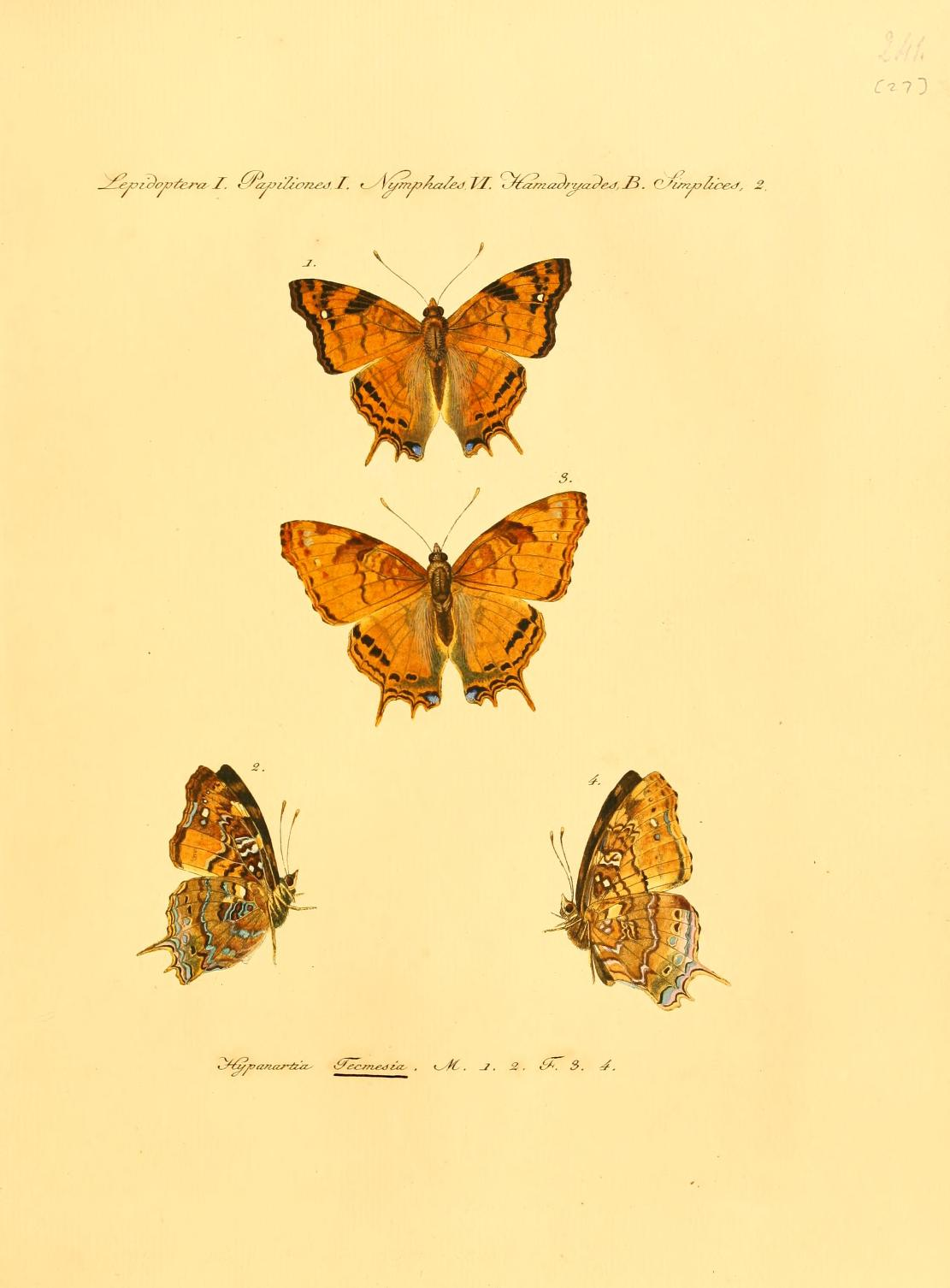